# Chetogena flaviceps
Chetogena flaviceps là một loài ruồi trong họ Tachinidae.